# Mycomya jaffuelensis
Mycomya jaffuelensis är en tvåvingeart som beskrevs av Freeman 1951. Mycomya jaffuelensis ingår i släktet Mycomya och familjen svampmyggor. Inga underarter finns listade i Catalogue of Life.